# Taxi volant
« Aérotaxi » redirige ici. Ne pas confondre avec Aérotaxie.

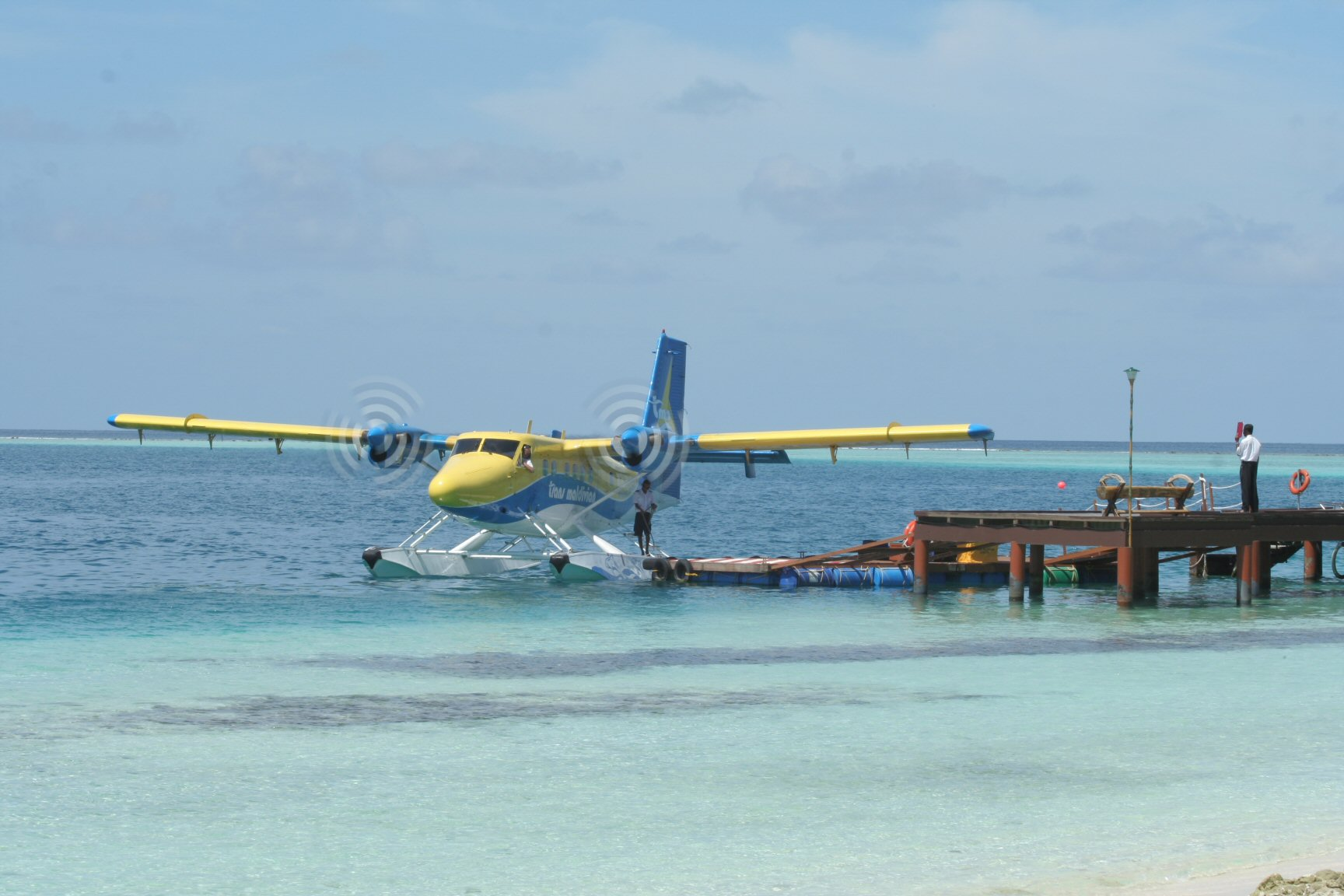
Hydravion taxi permettant de se rendre d'un atoll à un autre (Maldives, 2005).

Le taxi volant, taxi aérien ou aérotaxi, est un aéronef effectuant comme un taxi des vols courts à la demande. Ces taxis servent en général des milieux difficiles d'accès tels que des atolls, ou peu urbanisés, mais cette utilisation reste peu répandue, car assez chère et peu utile. Cependant, depuis le début des années 2000, le taxi volant se transforme de plus en plus avec les projets de taxi drone pour une mobilité plus futuriste et plus pratique en ville avec l'essor de l'eVTOL. Ces nouveaux taxis sont imaginés comme autopilotés, donc sans pilotes pour les conduire.

## Les différents taxis volants

### Taxi via drone

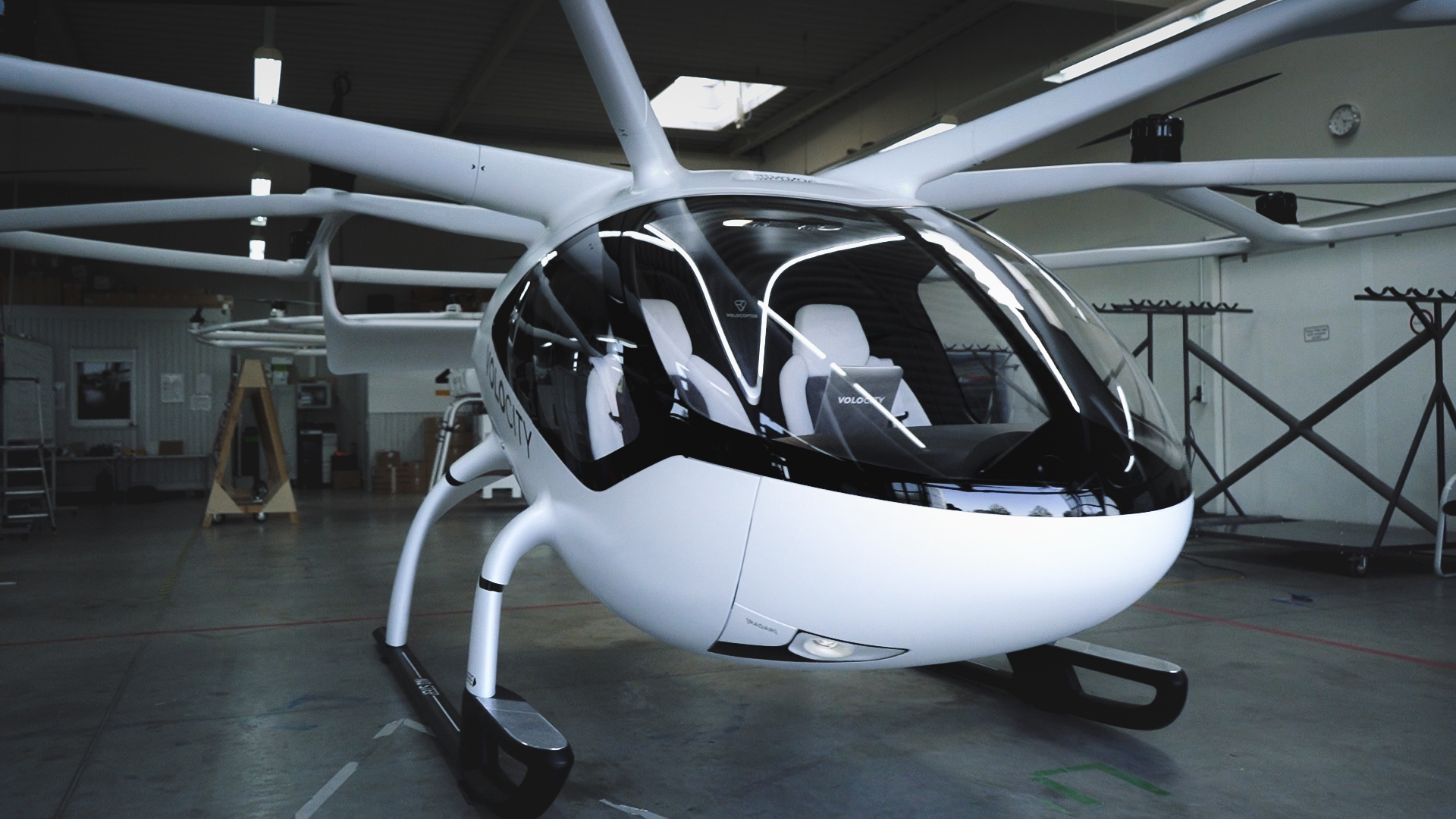
Volocopter, l'une des entreprises principales en termes de taxi drone avec ces VeloCity.

Le concept émerge à partir des années 2000 avec de nombreuses avancées technologiques. Bien que l'idée de taxi drone était dans l'imaginaire depuis de nombreuses années auparavant, la réalisation n'avait jamais abouti.
L'année 2009 est un tournant dans la conception de ces nouveaux appareils de transport. L'invention de la technologie eVTOL, aéronef à décollage et atterrissage verticaux électriques, permet de faire décoller et atterrir la verticale des aéronefs électriques. La technologie permet ainsi de pallier le problème de la place de décollage pour ces drones en ville. Avoir de longues pistes de décollage et d'atterrissage n'étant pas viable en milieu urbain, ces drones pourront s'envoler ainsi à la manière d'un hélicoptère.
Dans les années qui suivent, des entreprises commencent à se saisir de la technologie et des modèles commencent à voir le jour. Boeing avec le Boeing Passenger Air Vehicle lancé en 2019, Airbus avec le CityAirbus lancé la même année ou encore Vahana, Lilium Jet, Volocopter,. En 2020, on dénombre près de 120 projets de taxi drone sur terre. Toutes ces entreprises ont commencé à concevoir leur propre taxi drone pour répondre à des appels à l'offre lancée par des villes voulant mettre en place la nouvelle technologie. 
Paris devait lancer dès 2024 ces nouveaux taxis avec deux lignes, une entre Paris et Versailles et une autre entre l'Aéroport de Paris-Charles-de-Gaulle et Paris,. 
La vitesse de ces drones, bien que pouvant dépasser les 100 km/h, est contrebalancées par leur faible autonomie, aux alentours de 20 à 30 minutes. En 2023 le projet est recadré sur 3 sites (2 lignes), une première ligne entre le quai d'Austerlitz et l'héliport de Paris (jouxtant Issy-les-Moulineaux), et une seconde ligne entre de dernier et l'aérodrome de Saint-Cyr-l'-École, jouxtant le château de Versailles et à proximité du site olympique de Saint-Quentin-en-Yvelines où se disputeront les épreuves de cyclisme (dont VTT et BMX) et de golf.
Mais les promoteurs de ces taxis volants électriques doivent renoncer le 8 août 2024 à leur projet de vol pendant les JO à Paris, la certification des moteurs n'ayant pas été obtenue dans les temps.
Le 18 décembre 2024, le Conseil d’Etat annule l'arrêté ministériel de juillet autorisant la création d’un vertiport, une base de décollage et d’atterrissage de taxis volants sur la Seine à Paris.
Le 27 février 2024, l'aéronef autonome de cinq places Prosperity ADAVe de AutoFlight effectue le premier vol de démonstration de taxi volant électrique interurbain au monde entre les villes de Shenzhen et Zhuhai, le trajet de 50 km est autonome.
Supernal, filiale du constructeur sud-coréen Hyundai, présente en janvier 2024, au CES de Las Vegas, son prototype de véhicule électrique urbain à décollage et atterrissage verticaux (eVTOL), dans lequel il  a déjà investi près d'un milliard de dollars. Les premiers tests de vol devraient démarrer en 2026, avant une production en 2028 dans une usine implantée aux États-Unis. Les trajets pourraient être compris entre 40 et 65 km, parcourus à une vitesse maximale de 190 km/h et à une altitude de croisière de 450 mètres.

## Impact environnemental

### Bruit
Selon les promoteurs du Taxi volant parisien qui devait être expérimenté pour les Jeux Olympiques 2024, les appareils produisent jusqu'à deux fois moins de nuisances sonores que les hélicoptères à moteur thermique.
Les promoteurs du projet annoncent un niveau maximum d'émission sonore de 65 dB en survol et 75dB en phase d'atterrissage. Les hélicoptères Bell 407, modèle en vente depuis 1995, émettent 87dB en phase de vol. Selon l'échelle logarithmique des bels, cela signifie qu'un hélicoptère Vélocoptère serait 4 fois moins bruyant ( la puissance sonore double tous les 3dB) et serait perçu 2 fois moins bruyant par un observateur.
Ces valeurs sont à mettre au regard des préconisations de valeur limite pour le bruit aérien de la directive européenne 2202/CE/49 qui impose un niveau moyen sonore pondéré {\displaystyle L_{den}} de 55dB(A).

### Consommation énergétique
Selon les promoteurs du Taxi volant parisien qui devait être expérimenté pour les Jeux olympiques de 2024, la consommation doit être de l'ordre de 200 kWh pour 100 km, soit 15 fois plus qu'une automobile citadine compacte électrique de même capacité (nombre de passagers et de bagages), ou 13 fois plus qu'un taxi terrestre électrique standard (de type berline avec chauffeur). Proportionnellement, la production de gaz à effets de serre est également 13 fois supérieure à celle d'un véhicule électrique terrestre. En conséquence, au tarif de 0,25 euro par kilowattheure le cout d'une recharge est de minimum 50 euros par 100 km. C'est pourquoi le coût du trajet est fixé à 140 euros TTC (116 euros HT) pour 35 km.
Depuis leurs premières représentations dans des films comme Metropolis (1927), Blade Runner (1982) et Le Cinquième Élément (1997), les taxis volants ont fasciné l'imaginaire collectif. Malgré les progrès technologiques et des prototypes prometteurs tels que ceux de Terrafugia et Volocopter, ces véhicules ont du mal à se concrétiser en raison de défis techniques, financiers et réglementaires. Actuellement, ils demeurent des projets expérimentaux confrontés à des obstacles majeurs avant une adoption généralisée.